# Potentia
Koordinaten: 40° 38′ 19,5″ N, 15° 48′ 15,1″ O
Potentia (lat. "die Mächtige") ist der Name einer antiken Stadt in Lukanien, im Zentrum der Region Basilikata. Deren Hauptstadt Potenza erhebt sich heute auf den Resten der antiken Stadt. Topographisch befindet sich Potentia am Oberlauf des zum Golf von Tarent fließenden Basento.

## Geschichte
Die antike Stadt Potentia wurde laut Bodenfunden bereits vor dem 3. Jahrhundert v. Chr. von Griechen oder Lukanern gegründet. Die Siedlung lag im Einflussbereich der Magna Graecia, Roms und Karthagos. Ein lokaler Gegenspieler war das nur 50 km nördlicher gegründete Venusia an der Via Appia. In den Samnitenkriegen stand die Siedlung auf der Seite der Gegner Roms. 268 v. Chr. eroberten die Römer die Gegend und gründeten 184 v. Chr. die Colonia Potentia.
In der Geschichtsschreibung findet man Potentia erstmals in den römischen Präfektur-Listen: Potentia, Grumentum und Atena wurden dem Stamm Pomptinla zugewiesen. Mit der Einführung des Christentumes im römischen Reich bildete sich auch in dieser Stadt eine frühchristliche Gemeinde heraus, die über einen eigenen Bischof verfügte. Aus dieser Zeit finden sich Reste frühchristlichen Mosaikfußböden mit Bildmotiven aus dem Leben bedeutender frühchristlicher Märtyrer des 3. und 4. Jahrhunderts.
Seit dem 5. Jahrhundert wird auch der südliche Teil des untergehenden römischen Westreiches durch eindringende Germanen verheert. Um das Jahr 568 wurde Potentia von den Langobarden erobert und ihrem Herzogtum Benevento einverleibt. Als letzter langobardischer Graf gilt Rainolf, der hier bis 1066 regierte. Mit dem mittelalterlichen Bistum Potenza sind die Lebensgeschichten von Amandus und Gerald von Piacenza († 1119) verknüpft, letzterer wurde später als San Gerardo zum Patron der Stadt und der neuen Kathedrale.